# Mo Foster
Mo Foster, nome completo Michael Ralph Foster (Woking, 22 dicembre 1944 – Londra, 3 luglio 2023), è stato un bassista e compositore britannico.

## Biografia
Iniziò la sua attività alla fine degli anni sessanta, con il gruppo jazz rock Affinity, per poi passare agli Shadows. Fu il primo bassista del Michael Schenker Group, band della quale era stato cofondatore, ma divenne noto anche per la sua attività da solista.
Dopo essere stato sostituito da Chris Glen nel Michael Schenker Group, svolse una prolifica attività musicale, collaborando, tra gli altri, con Jeff Beck, Phil Collins, Olivia Newton-John, Ringo Starr, Gerry Rafferty, Van Morrison, Kenny Rogers, Howard Jones, Hank Marvin.
Mo Foster è morto nel 2023 per un tumore al fegato.

## Discografia

### Con il Michael Schenker Group
- The Michael Schenker Group, 1980

### Solista
- Bel Assis (1988)
- Southern Reunion (1991)
- Time To Think (2002)
- Live at Blues West 14 (2006)
- Belsize Lane: A Collection of Sketches (2007)